# Piraí do Sul
Piraí do Sul est une ville brésilienne de l'État du Paraná. Sa population était estimée à 24 786 habitants en 2014.

## Géographie
La forêt nationale de Piraí do Sul s'étend sur le territoire de la municipalité.